# 索托 (库拉索)
索托（Soto）是荷兰王国在加勒比海构成国库拉索北部的一座城镇，位于靠近该岛中的深缺口圣玛尔塔湾。圣克鲁斯位于其西南。